# Temporada 1995 del Campeonato de España de Rally de Tierra
La temporada 1995 fue la 13.º edición del Campeonato de España de Rally de Tierra. Comenzó el 26 de marzo en el Rally RACE-Mijas y terminó el 14 de noviembre en el Rally de Tierra de Madrid.

## Calendario
El calendario estaba compuesto de ocho pruebas.
| N.º | Fecha            | Prueba                    | Notas |
| --- | ---------------- | ------------------------- | ----- |
| 1   | 5-6 de mayo      | Rally de Cartagena        |       |
| 2   | 17 de junio      | Rally Ciudad de Cuenca    |       |
| 3   | 16 de julio      | Rally de Madrid de Tierra |       |
| 4   | 16 de septiembre | Rally de Zaragoza 1       |       |
| 5   | 17 de septiembre | Rally de Zaragoza 2       |       |
| 6   | 11-12 de octubre | Rally de Marbella         |       |
| 7   | 2-3 de diciembre | Rally Cataluña de Tierra  |       |

## Clasificación

### Campeonato de pilotos
| Pos. | Piloto                | 1   | 2   | 3 | 4   | 5   | 6   | 7   | Puntos |
| ---- | --------------------- | --- | --- | - | --- | --- | --- | --- | ------ |
| 1.   | Gabriel Méndez        | 1   | 1   |   | 3   | 2   | Ret | 1   | 146    |
| 2.   | Claudio Aldecoa       | 2   | 2   | 2 | 1   | Ret | 2   | 2   | 140    |
| 3.   | Carles Solé           | 5   |     | 3 | 5   | 3   | Ret | Ret | 102    |
| 4.   | Luis Climent          | Ret | Ret | 1 | Ret | 1   | 1   |     | 96     |
| 5.   | José Alonso           | 3   | 4   |   | 7   | 4   |     | 4   | 91     |
| 6.   | David Vilalta         | Ret | 11  | 6 | 11  | 6   | 4   | 8   | 90     |
| 7.   | Ferran Font           | 10  | 9   | 7 | 12  | 11  | 6   | 7   | 79     |
| 8.   | Jordi Puigdellivol    | Ret | 5   |   | 8   | Ret | Ret | 5   | 66     |
| 9.   | José Javier Izaguirre | 6   |     |   | 2   | Ret |     | 3   | 64     |
| 10.  | Jordi Torrá           | Ret | 3   |   | 4   | 5   |     |     | 60     |

### Copilotos
| Pos. | Copiloto          | Puntos |
| ---- | ----------------- | ------ |
| 1.   | Felipe Mercader   | 146    |
| 2.   | Xavi Lorza        | 140    |
| 3.   | Ignasi Bosch      | 102    |
| 4.   | José A. Muñoz     | 96     |
| 5.   | José A. Peñaranda | 91     |
| 6.   | Manel Leal        | 90     |
| 7.   | Miguel Escamilla  | 66     |
| 8.   | Félix Salido      | 60     |
| 9.   | Juan A. Delgado   | 53     |
| 10.  | Alexandre Masip   | 51     |

### Marcas
| Pos. | Marca   | Puntos |
| ---- | ------- | ------ |
| 1.   | Ford    | 372    |
| 2.   | SEAT    | 255    |
| 3.   | Citroën | 208    |
| 4.   | Fiat    | 60     |
| 5.   | Nissan  | 18     |

### Agrupación II
| Pos. | Piloto             | Puntos |
| ---- | ------------------ | ------ |
| 1.   | Carles Solé        | 128    |
| 2.   | David Vilalta      | 124    |
| 3.   | Ferrán Font        | 111    |
| 4.   | Jordi Puigdellivol | 91     |
| 5.   | Jordi Gómez        | 79     |